# Dinastia Obrenović
La Dinastia Obrenović (en alfabet ciríl·lic serbi: Обрeновић, pl. Obrenovići / Обреновићи, obrěːnoʋit͡ɕ) fou una dinastia sèrbia que va governar Sèrbia entre 1815 i 1842, i després entre 1858 i 1903. Van arribar al poder pel lideratge del fundador de la dinastia Miloš Obrenović I durant el Segon Aixecament Serbi de 1815–1817 contra l'Imperi Otomà, que va desembocar en la formació del Principat de Sèrbia el 1817. La dinastia Obrenović era aliada tradicional d'Àustria-Hongria i s'oposava a la dinastia Karađorđević, que tenia el suport de l'Imperi Rus.
El regnat de la família es va acabar amb un cop d'estat perpetrat per conspiradors militars, coneguts actualment com la Mà negra, que van irrompre al palau reial i van assassinar el rei Alexandre I, que va morir sense hereu. L'Assemblea Nacional de Sèrbia va convidar Pere Karađorđević a esdevenir rei de Sèrbia. Després de la dissolució de Iugoslàvia, alguns descendents de Jakov Obrenović, mig germà de Miloš Obrenović van declarar-se successors del Casal Reial d'Obrenović i van escollir el seu pretendent a l'extint tron de Sèrbia.
Al contrari d'altres estats balcànics com Grècia, Bulgària o Romania, Sèrbia no va importar cap membre d'alguna família reial europea (en general alemanya) per accedir al seu tron; la dinastia Obrenović, com els seus rivals Karađorđević, era originària de Sèrbia.

## Monarques
| Imatge | TítolNom                               | Regnat | Notes                                                                                      |
| ------ | -------------------------------------- | --- | ------------------------------------------------------------------------------------------ |
|        | Príncep de Sèrbia Miloš I              | Primer regnat 6 de novembre de 1817 – 25 de juny de 1839 Segon regnat 23 de desembre de 1858 – 26 de setembre de 1860 | Líder del Segon Aixecament Serbi. Abdicat. Mort a edat avançada.                           |
|        | Príncep de Sèrbia Milà II              | 25 de juny de 1839 – 8 de juliol de 1839                                                                              | Només va governar 26 dies.                                                                 |
|        | Príncep de Sèrbia Mihailo III          | Primer regnat 8 de juliol de 1839 – 14 de setembre de 1842 Segon regnat 26 de setembre de 1860 – 10 de juny de 1868   | Destituït pels Defensors de la Constitució. Assassinat a Košutnjak                         |
|        | Príncep de Sèrbia Rei de Sèrbia Milà I | 10 de juny de 1868 – 6 de març de 1889                                                                                | Proclamat rei de Sèrbia el 6 de març de 1882. Abdicat.                                     |
|        | Rei de Sèrbia Alexandre I              | 6 de març de 1889 – 11 de juny de 1903                                                                                | Assassinat juntament amb la reina Draga en el cop de maig. Final de la dinastia Obrenović. |

Al contrari que la majoria de les altres dinasties europees, on el número de regnat es fa servir per distingir entre monarques del mateix nom, la dinastia Obrenović assignava números consecutius a cada príncep que governava. Així, no va existir cap Milà I, ni Milà III, Miahilo I o Miahilo II. Milà II i Mihailo III eren senzillament el segon i tercer prínceps governants de la dinastia Obrenović. Aquesta manera de fer es va abandonar que el príncep Milà Obrenovic IV es va proclamar rei i va declarar que el principat de Sèrbia era un regne (1882).